# Burgar
Burgar je priimek v Sloveniji, ki ga je po podatkih Statističnega urada Republike Slovenije na dan 1. januarja 2010 uporabljalo 317 oseb in je med vsemi priimki po pogostosti uporabe uvrščen na 1.208. mesto.

## Znani nosilci priimka
- Ajda Burgar (*2001), košarkarica
- Anton Burgar (1883—1968), klasični filolog, profesor, direktor kočevske gimnazije (1920-44), prvi biograf Simona Gregorčiča
- Ciril Burgar, izdelovalec harmonik in glasbil iz lesa (Melodija, Mengeš)
- Franc Burgar (*1952), pravnik, prevajalec, publicist
- Ignacij Burgar (1874—1905), rimokatoliški duhovnik v ZDA, publicist
- Janez Burgar (1920—?), partizan, tesar, kočevski odposlanec
- Jožef Burgar /Burger/ (1800—1870), duhovnik, pisec, prevajalec
- Lucija Burgar, seksologinja
- Marjan Burgar (*1952), biatlonec
- Matija ("Iko") Burgar (*1945), fizik (od 1983 v Avstraliji)
- Petra Burgar, ekonomistka
- Simon Burgar (1939—74, Pariz), slikar